# Feng-Yun

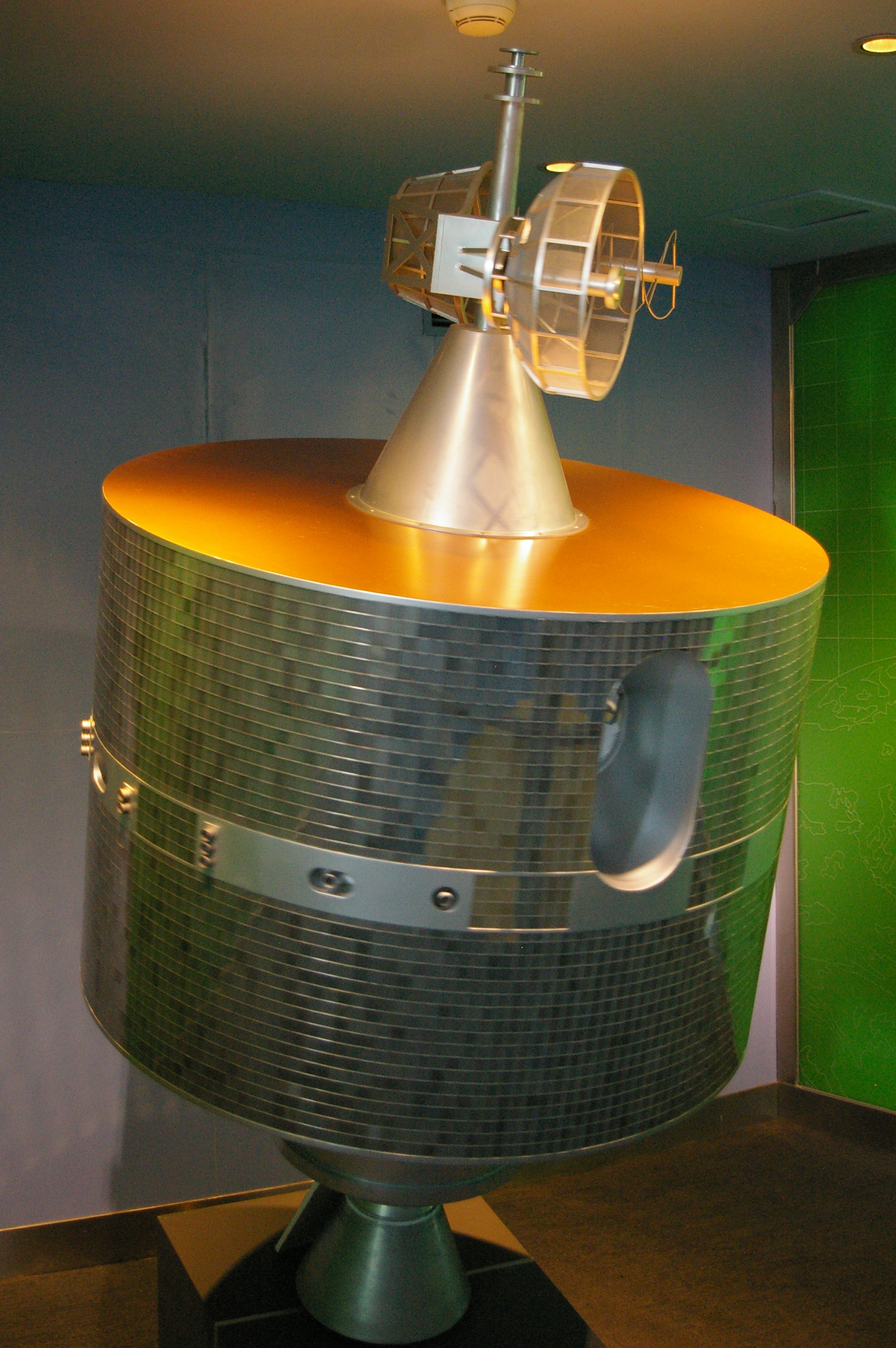
Maquette de satellite météorologique géostationnaire Fengyun-2.

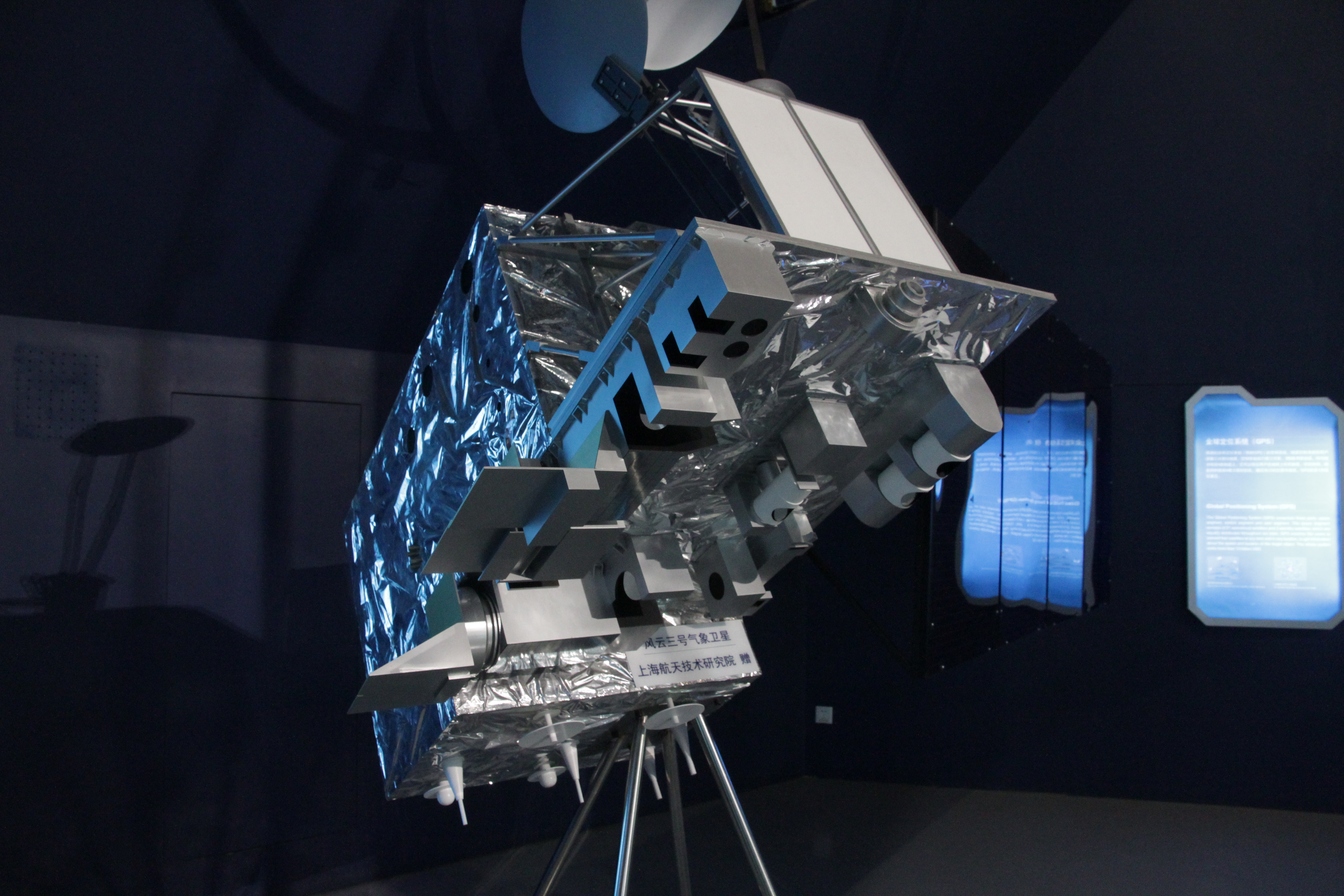
Maquette de satellite météorologique héliosynchrone de deuxième génération Fengyun-3.

Fēngyún (chinois simplifié : 风云 ; chinois traditionnel : 風雲 ; litt. « vents et nuages »), abrégé en  FY, est l'ensemble des satellites météorologiques développés par la république populaire de Chine dont le premier lancement remonte à 1988. Elle comprend des satellites placés en orbite géostationnaire (série FY-2 à compter de 1997 et FY-4 en cours de développement en 2014) et des satellites placés en  orbite héliosynchrone (série FY-1 à partir de 1988 et FY-3 à compter de 2008). La Chine maintient en permanence deux satellites géostationnaires opérationnels au-dessus de la région Asie Pacifique (longitudes 105°E et 86,5°E) permettant de doubler la fréquence d'observation et deux satellites en orbite polaire l'un circulant sur une orbite du matin l'autre sur une orbite de l'après-midi.

## Mise en œuvre
Les satellites Feng-Yun sont utilisés pour collecter des données dans le spectre visible et infrarouge sur la structure de l'atmosphère. Celles-ci sont utilisées par la météorologie, l'océanographie, l'agriculture, la foresterie, l'hydrologie, l'aviation, la navigation, la protection environnementale et la défense du territoire national.
L'Agence météorologique chinoise est le principal utilisateur des données. Elle reçoit celles-ci grâce à trois stations terrestres situées à Beijing, Guangzhou et Urumqi. Ces stations reçoivent également les données des satellites météorologiques de la NOAA et du Japon qui sont traités en conjonction avec celles des FY.

## La série des satellites héliosynchrones Feng-Yun 1
La série FY-1 constitue la première génération des satellites météorologiques chinois stationnés en orbite héliosynchrone. Le développement de cette famille de satellites a débuté en 1977 et sa construction a été confiée à CAST tandis que l'instrumentation était réalisée par l'Institut de Shanghai des techniques physiques rattaché à l'Académie chinoise des sciences. Le premier satellite de la série a été lancé en 1988 et a été perdu 40 jours plus tard à la suite d'un mauvais fonctionnement du contrôle d'attitude. Le deuxième satellite lancé en 1990 a fonctionné jusqu'à fin 1992. Cette série, qui comprenait 4 satellites dont un encore opérationnel en 2014, a été remplacée à compter de 2008 par les FY-3.

### Caractéristiques techniques
Deux sous-séries ont été produites comprenant chacune deux exemplaires. Les deux premiers satellites ont une masse de  750  et   880 kg et sont stabilisés 3 axes grâce à une combinaison de roues de réaction et de propulseurs à gaz froid. Deux ensembles de panneaux solaires d'une longueur unitaire de 3,5 mètres fournissent 800 watts en tout. Les satellites circulent sur une orbite polaire héliosynchrone d'inclinaison 98,9 et 102,9+ respectivement avec une inclinaison de 98,9 et 99,1°. L'un passe à 3h30 de l'après-midi, le second à 7h50 du matin. Ils disposent d'un instrument unique MVISR (Multichannel Visible and IR Scanning Radiometer) à 5 canaux qui se répartissent entre l'infrarouge thermique, (nuages et température des océans), le proche infrarouge et la lumière visible. La fauchée est de 2 860 km. Les deux satellites suivants voient leur fiabilité améliorée et sont légèrement plus lourds (954 kg).

## La série des satellites géostationnaires Feng-Yun 2
La série FY-2 constitue la première génération des satellites météorologiques chinois stationnés en orbite géostationnaire. La série comprend deux satellites expérimentaux lancés respectivement en 1997 et 2000 suivis d'une série de 6 satellites opérationnels dont le dernier a été lancé en 2018. Les satellites sont positionnés au-dessus de la région Asie/Pacifique au niveau de la longitude 105°. Les satellites de secours sont stockés au niveau de la longitude 86,5° utilisée comme position de réserve.

### Caractéristiques techniques
Les satellites de type FY-2 sont construits par l'Institut d'ingénierie des satellites de Shanghai. Il s'agit d'un satellite spinné (à 100 tours par minute pour les exemplaires expérimentaux) de forme cylindrique de 2,1 mètres de diamètre pour 1,6 mètre de haut. Les antennes sont fixées à une plateforme dans l'axe contrarotatif. La masse du satellite au lancement est de 1 380 kg (FY-2C) et une fois en position de 600 kg (FY-2A). L'énergie électrique est fournie par des cellules solaires réparties sur la surface du cylindre qui fournissent 280 watts. Les deux premiers satellites utilisent un instrument S-VISSR disposant de 3 canaux : visible (0,55 - 1,05), infrarouge (10,5 - 12,5), vapeur d'eau (6,2 - 7,6 micromètres). La résolution est de 1,25 km pour le visible et de 5 km pour les autres canaux. Une image complète est obtenue toutes les 30 minutes. Les exemplaires opérationnels (à partir de FY-2C) sont en partie améliorés : deux canaux infrarouge supplémentaires (10,3-11,3 et 11,5-12,5 micromètres), l'échantillonnage des données se fait sur 10 bits au lieu de 6/8 bits, la résolution en température est améliorée de manière significative.

## La série des satellites héliosynchrones Feng-Yun 3
La série FY-3 constitue la deuxième génération des satellites météorologiques chinois stationnés en orbite héliosynchrone. Ces satellites ont été développés en coopération par l'Agence météorologique chinoise et l'agence spatiale chinoise (CNSA) à compter de 1999. Le premier satellite a été lancé en 2008. Les deux premiers satellites sont expérimentaux. Le premier satellite opérationnel FY-3C a été lancé en 2013. La Chine prévoit de disposer de deux satellites opérationnels, l'un circulant sur une orbite du matin (10h) l'autre sur une orbite de l'après-midi (14 h.).

### Caractéristiques générales
Les satellites de cette série ont une masse de 2 450 kg dont 64 kg d'hydrazine pour la propulsion et embarquent 11 instruments. La durée de vie prévue est de 3 ans avec un objectif de 4 ans. L'énergie est fournie par des panneaux solaires d'une superficie de 22,5 m2 produisant 2,48 kW en fin de vie (énergie moyenne de 1,1 kW compte tenu des périodes d'éclipse et de l'incidence du rayonnement solaire). L'énergie électrique est stockée dans deux batteries nickel-cadmium ayant une capacité unitaire de 50 Ah. Le satellite est de forme parallélépipédique. Ses dimensions sont de 4,4 × 2 × 2 m. porté à 4,46 x 10 × 3,79 m. en orbite une fois les panneaux solaires et antennes déployés. Le satellite est stabilisé 3 axes. La précision de pointage dans les 3 axes est de 0,3° avec une dérive de 0,003°/s. Le satellite utilise une mémoire de masse d'une capacité de 144 gigabits pour enregistrer les données recueillies. Les transmissions utilisent plusieurs fréquences : Bande L en temps réel (débit de 4,2 mégabits/s), Bande X en temps réel (débit de 18,2 mégabits/s), Bande X en transmission différée (débit de 93 mégabits/s).
| Instrument | Nombre de canaux | Longueurs d'onde observées | Pixels    | Résolution au nadir | Fauchée  |
| ---------- | ---------------- | -------------------------- | --------- | ------------------- | -------- |
| VIRR       | 10               | 0,43-12,5 µm               | 2048      | 1,1 km              | 2 800 km |
| IRAS       | 26               | 0,69-15,5 µm               | 56        | 17 km               |          |
| MWTS       | 4                | 50–57 GHz                  | 15        | 50/75 km            |          |
| MWHS       | 5                | 150–183 GHz                | 98        | 15 km               | 2 700 km |
| MERSI      | 20               | 0,41–12,5 µm               | 2048/8192 | 1,1 km / 250 m.     | 2 800 km |
| SBUS       | 12               | 250-340 nm                 | 240       | 70 / 10 km          |          |
| TOU        | 6                | 308-361 nm                 | 31        | 50 km               |          |
| MWRI       | 6                | 10,65–150 GHz              | 240       | 15–70 km            | 1 400 km |
| SIM        |                  | 0.2~50 µm                  |           |                     |          |

### Instruments d'étude de l'atmosphère
Trois instruments sont chargés de recueillir des données sur la structure de l'atmosphère :
- IRAS (Infrared Atmospheric Sounder) détermine le profil en température et humidité de l'atmosphère, détecte les cirrus, les aérosols...
- MWTS (Microwave Temperature Sounder)
- MWHS (Microwave Humidity Sounder)

### Instruments d'étude de l'ozone
Deux instruments sont utilisés pour étudier la couche d'ozone :
- TOU (Total Ozone Unit) mesure la distribution de l'ozone
- SBUS (Solar Backscatter Ultraviolet Sounder) détermine le profil de la couche d'ozone et mesure la quantité totale d'ozone.

### Instruments d'observation optique
Trois instruments effectuent des observations optiques :
- VIRR (Visible and Infrared Radiometer)
- MERSI (Medium Resolution Spectral Imager)
- MWRI (Microwave Radiation Imager)

### Instruments de météorologie spatiale
Trois instruments mesurent les caractéristiques de l'environnement spatial :
- ERM (Earth Radiation Measurement)
- SEM (Space Environment Monitor)
- SIM (Solar Irradiation Monitor)

## La série des satellites géostationnaires Feng-Yun 4
La série FY-4 constitue la deuxième génération des satellites météorologiques chinois stationnés en orbite géostationnaire. Il succède aux satellites FY-2. Le satellite d'une masse d'environ 5 300 kg est, contrairement à la génération précédente, stabilisé 3 axes. Les panneaux solaires produisent environ 3 200 W d'énergie. La précision de pointage est de 3 secondes d'arc. Il est conçu pour une durée de vie minimum de 5 à 7 ans. Les deux premiers satellites ont été lancés en 2016 et 2021. Le satellite emporte 4 suites d'instrument contre un seul pour la génération précédente  :
- AGRI (Advanced Geosynchronous Radiation Imager)
- GIIRS (Geo. Interferometric Infrared Sounder)
- LMI (Lightning Mapping Imager)
- SEP (Space Environment Package)

| Désignation | Type instrument                                        | Longueurs d'onde observées | Nombre de canaux | Résolution spatiale | Résolution spectrale | Fréquence mise à jour          |
| ----------- | ------------------------------------------------------ | -------------------------- | ---------------- | ------------------- | -------------------- | ------------------------------ |
| AGRI        | Imageur                                                | 0,45 à 13,8 µm             | 14               | 0,5-4 km            | N/A                  | 15 min ou 2,5 min (rapid Scan) |
| GIIRS       | Sondeur interférométrique infrarouge                   | 0,55 à 14,3 µm             | 913              | 16 km               | 0,8 à 1,6 cm-1       |                                |
| LMI         | Imageur éclairs                                        | 777,4 µm                   | N/A              | 7,8 km              | N/A                  | 2 ms.                          |
| SEP         | Détecteurs particules à hautes énergies + magnétomètre |                            | N/A              | N/A                 | N/A                  |                                |

## Chronologie
Selon l'orbite visée, les satellites Feng-Yun sont lancés par des fusées Longue Marche 3 (orbite géostationnaire) ou Longue Marche 4 (Orbite héliosynchrone).
| Année             | Satellites | Lanceur          | Masse (à sec)     | Orbite                         | Statut                                                  | Autres caractéristiques               |
| ----------------- | ---------- | ---------------- | ----------------- | ------------------------------ | ------------------------------------------------------- | ------------------------------------- |
| 7 septembre 1988  | FY-1A      | Longue Marche 4  | 750 kg            | Orbite héliosynchrone          | Retiré du service                                       |                                       |
| 3 septembre 1990  | FY-1B      | Longue Marche 4  | 880 kg            | Orbite héliosynchrone          | Retiré du service                                       |                                       |
| 10 juin 1997      | FY-2A      | Longue Marche 3  | 593 kg            | Géostationnaire 105°E          | Retiré du service                                       |                                       |
| 10 mai 1999       | FY-1C      | Longue Marche 4  | 954 kg            | Orbite héliosynchrone          | Détruit par un missile antisatellite le 11 janvier 2007 | [ 11 ]                                |
| 25 juin 2000      | FY-2B      | Longue Marche 3  | 1 250 kg (600 kg) | Géostationnaire 105°E          | Expérimental                                            |                                       |
| 15 mai 2002       | FY-1D      | Longue Marche 4B | 954 kg            | Orbite héliosynchrone          | Retiré du service (2011)                                |                                       |
| 19 octobre 2004   | FY-2C      | Longue Marche 3A | 1 380 kg          | Géostationnaire 105°E          | Retiré du service                                       |                                       |
| 8 décembre 2006   | FY-2D      | Longue Marche 3A |                   | Géostationnaire 86.5°E         | Opérationnel                                            |                                       |
| 27 mai 2008       | FY-3A      | Longue Marche 4C | 2 450 kg          | Orbite héliosynchrone          | Opérationnel                                            |                                       |
| 23 décembre 2008  | FY-2E      | Longue Marche 3A |                   | Orbite géostationnaire 123.5°E | Opérationnel                                            |                                       |
| 4 novembre 2010   | FY-3B      | Longue Marche 4C | 2 450 kg          | Orbite héliosynchrone          | Opérationnel                                            |                                       |
| 13 janvier 2012   | FY-2F      | Longue Marche 3A |                   | Orbite géostationnaire         | Opérationnel                                            |                                       |
| 23 septembre 2013 | FY-3C      | Longue Marche 4C | 2 450 kg          | Orbite héliosynchrone          | Opérationnel                                            |                                       |
| 31 décembre 2014  | FY-2G      | Longue Marche 3A | 1 280 kg          | Orbite géostationnaire         | Opérationnel                                            |                                       |
| 10 décembre 2016  | FY-4A      | Longue Marche 3B | 5 300 kg          | Orbite géostationnaire         | Opérationnel                                            | Satellite tête de série, expérimental |
| 14 novembre 2017  | FY-3D      | Longue Marche 4C | 2 450 kg          | Orbite héliosynchrone          | Opérationnel                                            |                                       |
| 5 juin 2018       | FY-2H      | Longue Marche 3A | 1 280 kg          | Orbite géostationnaire         | Opérationnel                                            |                                       |
| 2 juin 2021       | FY-4B      | Longue Marche 3B | 5 300 kg          | Orbite géostationnaire         | Opérationnel                                            |                                       |
| 4 juillet 2021    | FY-3E      | Longue Marche 4C | 2 450 kg          | Orbite héliosynchrone          | Opérationnel                                            |                                       |
| 16 avril 2023     | FY-3G      | Longue Marche 4C | 2 450 kg          | Orbite héliosynchrone          | Opérationnel                                            |                                       |
| vers 2023         | FY-3F      | Longue Marche 4C | 2 450 kg          | Orbite héliosynchrone          | Lancement prévu                                         |                                       |
| vers 2024         | FY-3H      | Longue Marche 4C | 2 250 kg          | Orbite héliosynchrone          | Lancement prévu                                         |                                       |
| vers 2026         | FY-3I      | Longue Marche 4C | 2 450 kg          | Orbite héliosynchrone          | Lancement prévu                                         |                                       |
| vers 2027         | FY-3J      | Longue Marche 4C | 2 250 kg          | Orbite héliosynchrone          | Lancement prévu                                         |                                       |
| ?                 | FY-4C      | Longue Marche 3B | 5 300 kg          | Orbite géostationnaire         | Lancement prévu                                         |                                       |
| ?                 | FY-4D      | Longue Marche 3B | 5 300 kg          | Orbite géostationnaire         | Lancement prévu                                         |                                       |
| ?                 | FY-4E      | Longue Marche 3B | 5 300 kg          | Orbite géostationnaire         |                                                         |                                       |
| ?                 | FY-4F      | Longue Marche 3B | 5 300 kg          | Orbite géostationnaire         | Lancement prévu                                         |                                       |